# 矢野村 (広島県)
矢野村（やのむら）は、広島県甲奴郡にあった村。現在の府中市の一部にあたる。

## 地理
芦田川支流・矢多田川の上流域に位置していた。

## 歴史
- 1889年（明治22年）4月1日、町村制の施行により、甲奴郡深江村、国留村、矢野村、矢多田村が合併して村制施行し、矢野村が発足[1][2]。
- 1954年（昭和29年）3月31日、甲奴郡上下町、清岳村、吉野村、階見村（一部）と合併し、上下町が存続して廃止された[1][2]。

### 地名の由来
「やの」には矢柄の意味があり、矢竹の産出により名づけられた。

## 産業
- 農業、畜産、芹、蓑[2]

## 交通

### 鉄道
- 1938年（昭和13年）国有鉄道福塩線上下～府中間開通し備後矢野駅開設[2]。

## 教育
- 1920年（大正9年）矢野尋常小学校に高等科併置[2]。

## 名所・旧跡・観光地
- 矢野温泉[2]